# Loi de Lenz-Faraday
Pour les articles homonymes, voir Loi de Faraday.
En physique, la loi de Lenz-Faraday, ou loi de Faraday, permet de rendre compte des phénomènes macroscopiques d'induction électromagnétique. Elle exprime l'apparition d'une force électromotrice (tension) dans un circuit électrique, lorsque celui-ci est immobile dans un champ magnétique variable ou lorsque le circuit est mobile dans un champ magnétique constant ou permanent. 
À l'origine empirique, cette loi est fondée sur les travaux de Michael Faraday en 1831 et sur l'énoncé de Heinrich Lenz de 1834. Elle est aujourd'hui déduite de l'équation locale de Maxwell-Faraday. 
Il s'agit d'une loi de modération, c'est-à-dire qu'elle décrit des effets qui s'opposent à leurs causes.

## Énoncé

### Cas général

Le circuit orienté C délimite une surface ouverte S. Cette surface est traversée par un champ magnétique.
Le vecteur, unitaire et normal, oriente la surface.

Un circuit électrique, représenté par un contour C orienté arbitrairement, soumis à un flux magnétique Φ variable (issu d'un champ magnétique {\displaystyle {\vec {B}}} variable) est le siège d'une force électromotrice e telle que :
{\displaystyle e=-{\frac {\mathrm {d} \Phi }{\mathrm {d} t}}}
où :
- e est la force électromotrice (f.é.m) induite (ou d'induction). Elle correspond à la circulation du champ électrique {\displaystyle {\vec {E}}} induit par la variation de flux magnétique. Elle est donc telle que : {\displaystyle \textstyle e=\oint _{C}{\vec {E}}\cdot \mathrm {d} {\vec {\ell }}};
- Φ est le flux magnétique variable. Il est donc tel que : {\displaystyle \textstyle \Phi =\iint _{S}{\vec {B}}\cdot {\vec {n}}\,\mathrm {d} S}, avec S la surface délimitée par le contour C, et {\displaystyle {\vec {n}}} le vecteur unitaire normal à la surface élémentaire dS et orienté selon la règle du tire-bouchon de Maxwell.

### Cas d'un circuit immobile
Dans le cas où le circuit est immobile dans le référentiel d'étude, l'expression peut se mettre sous la forme suivante :
{\displaystyle \oint _{C}{\vec {E}}\cdot \mathrm {d} {\vec {\ell }}=-\iint _{S}{\frac {\partial {\vec {B}}}{\partial t}}\cdot {\vec {n}}\,\mathrm {d} S}

### Cas d'un circuit mobile
On considère à présent le cas où le circuit C est en mouvement à la vitesse {\displaystyle {\vec {v}}} dans le référentiel d'étude.
En remarquant que la dérivée totale du flux magnétique s'écrit selon la règle d'intégration de Leibniz dans un espace à trois dimensions : {\displaystyle \textstyle {\frac {\mathrm {d} }{\mathrm {d} t}}\iint _{S}{\vec {B}}\cdot {\vec {n}}\,\mathrm {d} S=\iint _{S}{\frac {\partial {\vec {B}}}{\partial t}}\cdot {\vec {n}}\,\mathrm {d} S+\oint _{C}({\vec {B}}\wedge {\vec {v}})\cdot \mathrm {d} {\vec {\ell }}}, la loi de Faraday prend alors la forme suivante:
{\displaystyle e=-{\frac {\mathrm {d} }{\mathrm {d} t}}\iint _{S}{\vec {B}}\cdot {\vec {n}}\,\mathrm {d} S=-\iint _{S}{\frac {\partial {\vec {B}}}{\partial t}}\cdot {\vec {n}}\,\mathrm {d} S+\oint _{C}{\vec {v}}\wedge {\vec {B}}\cdot \mathrm {d} {\vec {\ell }}}
On remarque la présence d'un terme supplémentaire par rapport à l'équation dans le cas d'un circuit immobile. Ce terme dépend de la vitesse relative du circuit par rapport à l'observateur, dans une forme qui est celle du travail de la force de Lorentz. On trouvera une autre façon tout aussi intéressante de présenter le cas des circuits mobiles dans la référence.

## Interprétation du signe: loi de Lenz
La présence du signe « - » rend compte du fait que le sens du courant induit (orienté dans le même sens que le champ électrique induit) est tel que celui-ci tend toujours à s'opposer, par ses effets, à la cause qui l'a produit :
- dans le cas d'un champ magnétique variable, le champ créé par le courant induit lui-même s'oppose à la variation du champ initial ;
- dans le cas d'un circuit mobile, les forces de Laplace dues au courant induit s'opposent au mouvement initial du circuit.

Cette interprétation est connue sous le nom de loi de modération de Lenz.

## Applications
L'induction électromagnétique est un phénomène physique d'importance majeure, à l'origine de multiples applications industrielles, entre autres dans le domaine de l'électrotechnique (conversion d'énergie électrique), dans les moteurs électriques ou dans les transformateurs. L'induction électromagnétique est par ailleurs utilisée dans les plaques à induction.
La loi de Lenz-Faraday permet également d'interpréter les effets associés aux courants de Foucault.

## Forme locale de la loi
La forme locale de la loi de Faraday est l'équation dite de « Maxwell-Faraday », due à James Clerk Maxwell, qui s'écrit :
{\displaystyle \operatorname {\overrightarrow {rot}} {\vec {E}}=-{\frac {\partial {\vec {B}}}{\partial t}}}
avec {\displaystyle {\vec {E}}} le champ électrique, {\displaystyle {\vec {B}}} le champ magnétique et {\displaystyle \operatorname {\overrightarrow {rot}} {\vec {E}}} le rotationnel du champ {\displaystyle {\vec {E}}}.
Cette forme locale, qui constitue l'une des quatre équations de Maxwell, est posée comme postulat de l'électromagnétisme. Néanmoins, il est possible de vérifier que les deux formes, intégrale et locale, sont équivalentes.

### Démonstration

Les variations de flux de à travers la surface créent un champ électrique induit dont la circulation le long du contour est la f.é.m induite '. Le vecteur unitaire représente la normale à la surface.

Soit Σ une surface immobile quelconque de l'espace {\displaystyle {\mathbb {R} }^{3}}, orientée par le vecteur unitaire normal {\displaystyle {\vec {n}}}. Cette surface est traversée par un champ magnétique dont on suppose la cause extérieure. Le flux de {\displaystyle {\vec {B}}} à travers Σ est :
{\displaystyle \Phi =\iint _{\Sigma }{\vec {B}}\cdot {\vec {n}}\,\mathrm {d} \Sigma }.
La force électromotrice e est égale à la circulation du champ électrique sur le contour orienté Γ délimitant la surface Σ :
{\displaystyle e=\oint _{\Gamma }{\vec {E}}\cdot \mathrm {d} {\vec {\ell }}}.
D'après le théorème de Stokes, on a : 
{\displaystyle e=\iint _{\Sigma }\left({\vec {\nabla }}\wedge {\vec {E}}\right)\cdot {\vec {n}}\,\mathrm {d} \Sigma }
Ainsi, la loi de Faraday, qui s'écrit {\displaystyle \textstyle e=-{\frac {\mathrm {d} \Phi }{\mathrm {d} t}}}, donne lieu à l'égalité suivante :
{\displaystyle e=-{\frac {\mathrm {d} }{\mathrm {d} t}}{\iint _{\Sigma }{\vec {B}}\cdot {\vec {n}}\,\mathrm {d} \Sigma }=-{\iint _{\Sigma }{\frac {\partial }{\partial t}}{\vec {B}}\cdot {\vec {n}}\,\mathrm {d} \Sigma }}.
On obtient donc deux expressions intégrales de la f.é.m e. Celles-ci étant valables quelle que soit la surface Σ, les intégrandes sont égaux, et ainsi :{\displaystyle {\vec {\nabla }}\wedge {\vec {E}}=-{\frac {\partial {\vec {B}}}{\partial t}}}
On retrouve l'expression de l'équation de Maxwell-Faraday. Réciproquement en reprenant les étapes dans l'autre sens on retrouve la forme intégrale de la loi.

## Potentiel vecteur et équation de Maxwell-Faraday
Le champ {\displaystyle {\vec {E}}+{\frac {\partial {\vec {A}}}{\partial t}}} est à circulation conservative, où {\displaystyle {\vec {E}}} est le champ électrique induit et {\displaystyle {\vec {A}}} le potentiel-vecteur défini par le champ {\displaystyle {\vec {B}}}. En effet, comme pour un contour C quelconque et une surface Σ quelconque s'y appuyant, on a d'après le théorème de Stokes :
{\displaystyle \Phi =\iint _{\Sigma }{\vec {B}}\cdot {\vec {n}}\,\mathrm {d} \Sigma =\iint _{\Sigma }\left({\vec {\operatorname {rot} }}{\vec {A}}\right)\cdot {\vec {n}}\,\mathrm {d} \Sigma =\oint _{C}{\vec {A}}\cdot \mathrm {d} {\vec {\ell }}}.
En dérivant cette égalité par rapport au temps et en utilisant la forme intégrale de l'équation de Maxwell-Faraday, on obtient :
{\displaystyle \oint _{C}{\vec {E}}\cdot \mathrm {d} {\vec {\ell }}=-\oint _{C}{\frac {\partial {\vec {A}}}{\partial t}}\cdot \mathrm {d} {\vec {\ell }}} , c'est-à-dire {\displaystyle \oint _{C}\left({\vec {E}}+{\frac {\partial {\vec {A}}}{\partial t}}\right)\mathrm {d} {\vec {\ell }}=0}.